# Uichang-gu
Uichang-gu là một quận ở thành phố Changwon, Hàn Quốc.